# 加约人
加约人（英语: Gayonese）是印尼苏门答腊亞齊特區丘陵的族群，也是加约禄斯县的主要民族。加约族的人口有336,856人，主要住在山上。加约族住在亞齊特區的三個地區，分別是Bener Meriah Regency、Central Aceh Regency及加约禄斯县。